# Guatemala az 1996. évi nyári olimpiai játékokon
Guatemala az egyesült államokbeli Atlantában megrendezett 1996. évi nyári olimpiai játékok egyik részt vevő nemzete volt. Az országot az olimpián 11 sportágban 26 sportoló képviselte, akik érmet nem szereztek.

## Atlétika
Férfi
| Versenyző           | Versenyszám     | Eredmény | Helyezés |
| ------------------- | --------------- | -------- | -------- |
| Luis Martínez       | Maraton         | 2:29:55  | 82.      |
| Luis García         | 20 km gyaloglás | 1:28:28  | 43.      |
| Julio René Martínez | 20 km gyaloglás | kizárták | kizárták |
| Roberto Oscal       | 20 km gyaloglás | kizárták | kizárták |
| Julio Urías         | 50 km gyaloglás | 3:56:27  | 17.      |
| Hugo López          | 50 km gyaloglás | kizárták | kizárták |

## Birkózás
Szabadfogású
| Versenyző     | Versenyszám | 32-es főtábla          | Nyolcaddöntő      | Negyeddöntő       | Elődöntő          | Vigaszág 2. kör         | Vigaszág 3. kör   | Vigaszág 4. kör   | Vigaszág 5. kör   | Vigaszág 6. kör   | Bronz- mérkőzés   | Döntő             | Helyezés |
| Versenyző     | Versenyszám | Ellenfél Eredmény      | Ellenfél Eredmény | Ellenfél Eredmény | Ellenfél Eredmény | Ellenfél Eredmény       | Ellenfél Eredmény | Ellenfél Eredmény | Ellenfél Eredmény | Ellenfél Eredmény | Ellenfél Eredmény | Ellenfél Eredmény | Helyezés |
| ------------- | ----------- | ---------------------- | ----------------- | ----------------- | ----------------- | ----------------------- | ----------------- | ----------------- | ----------------- | ----------------- | ----------------- | ----------------- | -------- |
| Mynor Ramírez | 48 kg       | Rob Eiter (USA) · 0–12 |                   |                   |                   | Isaac Jacob (NGR) · 0–3 | kiesett           | kiesett           | kiesett           | kiesett           | kiesett           |                   | 17.      |

## Cselgáncs
Férfi
| Versenyző     | Versenyszám | Selejtező                 | 32-es főtábla     | Nyolcaddöntő      | Negyeddöntő       | Elődöntő          | Vigaszág első kör | Vigaszág negyeddöntő | Vigaszág elődöntő | Bronz- mérkőzés   | Döntő             | Helyezés |
| Versenyző     | Versenyszám | Ellenfél Eredmény         | Ellenfél Eredmény | Ellenfél Eredmény | Ellenfél Eredmény | Ellenfél Eredmény | Ellenfél Eredmény | Ellenfél Eredmény    | Ellenfél Eredmény | Ellenfél Eredmény | Ellenfél Eredmény | Helyezés |
| ------------- | ----------- | ------------------------- | ----------------- | ----------------- | ----------------- | ----------------- | ----------------- | -------------------- | ----------------- | ----------------- | ----------------- | -------- |
| Juan González | Könnyűsúly  | Hajtós Bertalan (HUN) · V | kiesett           | kiesett           | kiesett           | kiesett           |                   |                      |                   |                   |                   | 33.      |
| Rodolfo Cano  | Középsúly   | Nicolas Gill (CAN) · V    | kiesett           | kiesett           | kiesett           | kiesett           |                   |                      |                   |                   |                   | 32.      |

## Kajak-kenu

### Szlalom
| Versenyző  | Versenyszám       | Döntő    | Döntő    | Döntő    | Döntő    | Döntő         | Döntő         |
| Versenyző  | Versenyszám       | 1. futam | 1. futam | 2. futam | 2. futam | Jobb eredmény | Jobb eredmény |
| Versenyző  | Versenyszám       | Pont     | Hely.    | Pont     | Hely.    | Pont          | Helyezés      |
| ---------- | ----------------- | -------- | -------- | -------- | -------- | ------------- | ------------- |
| Ben Kvanli | Férfi kajak egyes | 182,28   | 31.      | 164,34   | 24.      | 164,34        | 33.           |

## Kerékpározás

### Országúti kerékpározás
Férfi
| Versenyző       | Versenyszám   | Idő                | Helyezés      |
| --------------- | ------------- | ------------------ | ------------- |
| Omar Ochoa      | Mezőnyverseny | nem ért célba      | nem ért célba |
| Márlon Paniagua | Mezőnyverseny | nem ért célba      | nem ért célba |
| Felipe López    | Mezőnyverseny | nem ért célba      | nem ért célba |
| Edwin Santos    | Mezőnyverseny | nem ért célba      | nem ért célba |
| Antón Villatoro | Mezőnyverseny | nem ért célba      | nem ért célba |
| Antón Villatoro | Időfutam      | 1:10:34 (+0:06:29) | 25.           |

### Pálya-kerékpározás
Pontversenyek
| Név          | Versenyszám       | Pont | Körhátrány | Helyezés |
| ------------ | ----------------- | ---- | ---------- | -------- |
| Sergio Godoy | Férfi pontverseny | 0    | -2         | 20.      |

## Sportlövészet
Férfi
| Versenyző                | Versenyszám     | Selejtező | Selejtező | Döntő   | Döntő    |
| Versenyző                | Versenyszám     | Pont      | Helyezés  | Pont    | Helyezés |
| ------------------------ | --------------- | --------- | --------- | ------- | -------- |
| Sergio Sánchez           | Légpisztoly     | 573       | 36.**     | kiesett | kiesett  |
| Sergio Sánchez           | Szabadpisztoly  | 563       | 8.        | 657,1   | 8.       |
| Solti Attila             | Futócéllövészet | 570       | 8.        | 667,0   | 8.       |
| Juan Romero              | Skeet           | 118       | 26.*****  | kiesett | kiesett  |
| Francisco Romero Arribas | Skeet           | 113       | 45.***    | kiesett | kiesett  |

** - két másik versenyzővel azonos eredményt ért el

*** - három másik versenyzővel azonos eredményt ért el

***** - öt másik versenyzővel azonos eredményt ért el

## Súlyemelés
| Versenyző    | Versenyszám | Szakítás | Szakítás | Lökés    | Lökés    | Összesen | Helyezés |
| Versenyző    | Versenyszám | Eredmény | Helyezés | Eredmény | Helyezés | Összesen | Helyezés |
| ------------ | ----------- | -------- | -------- | -------- | -------- | -------- | -------- |
| Luis Medrano | 54 kg       | 100,0    | 18.*     | 120,0    | 20.      | 220,0    | 20.      |

## Tollaslabda
| Versenyző        | Versenyszám | Selejtező                              | 32-es főtábla     | Nyolcaddöntő      | Negyeddöntő       | Elődöntő          | Döntő             | Helyezés |
| Versenyző        | Versenyszám | Ellenfél Eredmény                      | Ellenfél Eredmény | Ellenfél Eredmény | Ellenfél Eredmény | Ellenfél Eredmény | Ellenfél Eredmény | Helyezés |
| ---------------- | ----------- | -------------------------------------- | ----------------- | ----------------- | ----------------- | ----------------- | ----------------- | -------- |
| Kenneth Erichsen | Férfi egyes | Jens Olsson (SWE) · 15–12, 6–15, 15–17 | kiesett           | kiesett           | kiesett           | kiesett           | kiesett           | 33.      |

## Úszás
Férfi
| Versenyző           | Versenyszám | Előfutam | Előfutam | Előfutam | Döntő   | Döntő   | Döntő   | Helyezés |
| Versenyző           | Versenyszám | Idő      | Hely.    | Össz.    | Típus   | Idő     | Hely.   | Helyezés |
| ------------------- | ----------- | -------- | -------- | -------- | ------- | ------- | ------- | -------- |
| Juan Luis Bocanegra | 100 m gyors | 54,05    | 8.       | 58.      | kiesett | kiesett | kiesett | kiesett  |
| Roberto Bonilla     | 200 m mell  | 2:21,86  | 1.       | 30.      | kiesett | kiesett | kiesett | kiesett  |

## Vitorlázás
Férfi
| Versenyző      | Versenyszám     | Futam | Futam | Futam | Futam | Futam | Futam | Futam | Futam | Futam | Pontszám | Helyezés |
| Versenyző      | Versenyszám     | 1     | 2     | 3     | 4     | 5     | 6     | 7     | 8     | 9     | Pontszám | Helyezés |
| -------------- | --------------- | ----- | ----- | ----- | ----- | ----- | ----- | ----- | ----- | ----- | -------- | -------- |
| Cristian Ruata | Szörfvitorlázás | 44    | 44    | 43    | (47*) | 41    | 43    | 38    | (45)  | 43    | 296,0    | 45.      |

* - kizárták

## Vívás
Női
| Versenyző        | Versenyszám | Selejtező                  | 32-es főtábla     | Nyolcaddöntő      | Negyeddöntő       | Elődöntő          | Bronz- mérkőzés   | Döntő             | Helyezés |
| Versenyző        | Versenyszám | Ellenfél Eredmény          | Ellenfél Eredmény | Ellenfél Eredmény | Ellenfél Eredmény | Ellenfél Eredmény | Ellenfél Eredmény | Ellenfél Eredmény | Helyezés |
| ---------------- | ----------- | -------------------------- | ----------------- | ----------------- | ----------------- | ----------------- | ----------------- | ----------------- | -------- |
| Carmen Rodríguez | Tőr, egyéni | Ayelet Ohayon (ISR) · 2–15 | kiesett           | kiesett           | kiesett           | kiesett           | kiesett           | kiesett           | 37.      |